# Golden Bear (schip, 1989)
De TS Golden Bear is een Amerikaans opleidingsschip van de Californische Maritime Academy, een zeevaartschool in Vallejo.
Het eerste opleidingsschip van de Maritime Academy heette TS California State en daarna Golden State. Na dit schip waren er drie opeenvolgende schepen met de naam Golden Bear, waaronder het huidige. De huidige Golden Bear werd in 1994 door de United States Navy overgedragen aan de United States Maritime Administration. Het schip werd omgebouwd om aan de eisen van een opleidingsschip te voldoen en werd in 1996 aan de California State University overgedragen.